# Kasimir von Meyendorff
Le baron Gerhard Konrad Kasimir von Meyendorff, né le 15 octobre 1749 et mort le 1er mars 1813, est un aristocrate germano-balte, général de cavalerie de l'armée impériale russe.

## Biographie
Kasimir von Meyendorff voit le jour au château de Klein-Roop, près de Riga dans une famille de l'aristocratie germano-balte. Son père, le baron Georg Johann von Meyendorff, est officier. Kasimir von Meyendorff entre dans la cavalerie en 1765. Il est nommé premier major du régiment de carabiniers d'Ingrie en 1773 et lieutenant-colonel de ce même régiment en 1776. Il est commandant de brigade sur le théâtre du Danube à partir de 1787 pendant la guerre contre les Turcs et devient major-général en 1789, puis il reçoit en avril de la même année la croix de l'Ordre de Saint-Georges de troisième classe pour sa bravoure devant la forteresse d'Otchakov.
Le général von Meyendorff commande à partir de 1792 le régiment de cuirassiers d'Ekaterinoslav et devient sous-lieutenant-général deux ans plus tard. Il est nommé gouverneur militaire du gouvernement de Livonie en 1795, poste qu'il occupe jusqu'en 1797. Il devient ensuite commandant du régiment de cuirassiers de Kharkov et élevé au rang de lieutenant-général en novembre de la même année et au rang de général de cavalerie en 1799.
Le général von Meyendorff est commandant de la forteresse de Vyborg de 1805 à 1807 et gouverneur. Il prend sa retraite en 1807 et s'installe définitivement dans ses terres. Il meurt le 1er mars 1813.

## Famille
Le baron von Meyendorff est l'époux d'Anne-Catherine von Wegesak, dont sont issus: 
- Kasimir von Meyendorff (1794-1854)
- Georg von Meyendorff (1794-1863), conseiller secret, intendant de l'impératrice Alexandra, explorateur, membre de la société russe de géographie
- Peter von Meyendorff (1796-1863), conseiller secret actuel, grand chambellan de la cour (Oberhofmeister), membre du conseil d'État impérial
- Alexander von Meyendorff (1798-1865), conseiller secret, membre du conseil du ministère des finances, géologue, explorateur

## Décorations
- Ordre de Saint-Georges, 3e classe, 14 avril 1789
- Ordre de Saint-Vladimir, 2e classe, 1792
- Ordre de Saint-Alexandre-Nevski, 1803